# Journal of Biological Chemistry
Журнал биологической химии (англ. The Journal of Biological Chemistry, сокр. — JBC) — научный журнал, основанный в 1905 году и издаваемый с 1925 года Американским обществом биохимии и молекулярной биологии. В нём еженедельно публикуются исследования в различных отраслях биохимии или молекулярной биологии, как в печатном виде, так и в электронном онлайн формате. Редактором журнала является Lila Gierasch (с 2016 года). Через год после публикации все статьи журнала становятся доступными бесплатно. Печатные статьи доступны бесплатно на сайте журнала сразу же после принятия. Импакт-фактор журнала в 2016 году составил 4,125. В 2005 году JBC стал самым цитируемым научным журналом.

## Основание
Журнал был основан в 1905 году Джоном Джекобом Абелем и Кристианом Арчибальдом Гертером, которые также были его первыми редакторами. Они отправили письма 21 другим американским биохимикам, пригласив их войти в состав редакционной коллегии. В эту редколлегию (была представлена 22 учёными, не считая Абеля и Гертера) вошли: Р. Г. Читтенден, Отто Фолин, Уильям Дж. Гис, Рейд Хант, Уолтер Джонс, Дж. Х. Кастл, Вальдермар Кох, П. А. Левен, Жак Лоеб, Грехам Ласк, А. Б. Макаллэм, Дж. Дж. Р. Маклеод, А. П. Мэтьюс, Л. Б. Мендель, Ф. Г. Новы, У. Р. Орндорф, Т. Б. Озборн, Франц Пфафф, А. Е. Тейлор, В. С. Воган, А. Дж. Уэйкман, Х. Л. Уилер.
Первый номер увидел свет в октябре 1905 года.

## Редакторы
- 1906—1909 — Джон Джекоб Абель и Кристиан Арчибальд Гертер[англ.]
- 1909—1910 — Кристиан Арчибальд Гертер[англ.][1]
- 1910—1914 — Альфред Ньютон Ричардс[англ.]
- 1914—1925 — Дональд Д. Ван Слайк
- 1925—1936 — Стэнли Р. Бенедикт[2]
- 1937—1958 — Рудольф Дж. Андерсон[англ.]
- 1958—1967 — Джон Т. Эдсалл
- 1968—1971 — Уильям Говард Стайн[3]
- 1971-по сей день — Герберт Табор, в настоящее время соредактор.
- 2011—2015 — Martha Fedor
- 2016 — в настоящее время: Lila Gierasch

## История публикаций
Другие учёные работали с журналом — Генри Драздел Дакин, Е. В. МакКоллам, Ганс Тэчер Кларк, Конрад Эмиль Блох, Эфраим Ракер и Милдред Кон. В разные времен офис редакции располагался в Корнэлльском Медицинском Колледже (до 1937), Йельском Университете (1937—1958), Гарвардском Университете (1958—1967), и Нью-Йорке (с 1967 г.). В настоящее время журнал издаётся Американским Обществом Биохимии и Молекулярной Биологии в кампусе FASEB в городке Бетесда, штат Мэриленд.
В 1958 году формат журнала изменился на больший размер с двухколонным размещением.

## Ранжирование и критика воздействующего фактора
Редакторы Журнала Биологической Химии критикуют современную надёжность импакт-фактора, отмечая, что обзорные статьи, комментарии, и сокращения также включены в расчёт. Далее, знаменатель полных изданных статей стимулирует журналы быть весьма разборчивыми в том, что они издают, и предпочитать публиковать статьи, которые получат больше внимания и цитат.